# János Simor
János Simor (ur. 23 sierpnia 1813 w Székesfehérvár, zm. 23 stycznia 1891 w Ostrzyhomiu) – węgierski duchowny katolicki, kardynał, Arcybiskup Ostrzyhomia, Książę-Prymas Węgier.

## Życiorys
Święcenia kapłańskie przyjął 28 października 1836. 19 marca 1857 został wybrany biskupem Győr. 29 czerwca 1857 w Ostrzyhomiu przyjął sakrę z rąk arcybiskupa Jánosa Scitovszkyego. 22 lutego 1867 objął stolicę metropolitalną Ostrzyhomia, na której pozostał już do śmierci. W tym samym roku został odznaczony Wielkim Krzyżem Orderu św. Stefana. Uczestniczył w obradach Soboru Watykańskiego I. 22 grudnia 1873 Pius IX wyniósł go do godności kardynalskiej. 15 czerwca 1874 otrzymał tytuł prezbitera San Bartolomeo all’Isola. Wziął udział w konklawe wybierającym Leona XIII.